# Sofie Van Houtven
Sofie Van Houtven est une joueuse de football belge née le 3 août 1987 à Bonheiden (Belgique).

## Biographie
Après une saison aux Pays-Bas, à l'Excelsior Barendrecht, elle revient au KRC Genk Ladies où elle a joué entre 2015 et 2017. En 2014-2015, elle a disputé une saison avec Oud-Heverlee Louvain. En 2013-2014, elle a joué au DVL Zonhoven en D1. Précédemment, elle a joué une saison au Beerschot AC Dames, une autre au DVC Eva's Tirlemont. Pendant sept saisons, elle a gardé les buts au Standard Fémina de Liège. Elle a débuté au RSC Anderlecht.
Elle est aussi internationale belge.

## Palmarès
- Championne de Belgique (2) : 2009 - 2011 avec le Standard Fémina de Liège
- Vainqueur de la Coupe de Belgique (1) : 2006 avec le Standard Fémina de Liège
- Finaliste de la Coupe de Belgique (1) : 2009 avec le Standard Fémina de Liège
- Vainqueur de la Super Coupe de Belgique (1) : 2009 avec le Standard Fémina de Liège
- Finaliste de la Super Coupe de Belgique (1) : 2006 avec le Standard Fémina de Liège
- Doublé Championnat de Belgique-Super Coupe de Belgique  (1) : 2009 avec le Standard Fémina de Liège

### Bilan
- 4 titres

## Statistiques

### Ligue des champions
- 2009-2010: 2 matchs avec le Standard Fémina de Liège